# Efimerófito
Efimerófito es aquella especie vegetal que transcurre la época desfavorable para el crecimiento de modo subterráneo, bajo la forma de semilla. El término proviene del griego ephemeros, que vive un día y phyto, planta.
Es un tipo de vegetación que se ha adaptado una forma vital breve y a un ciclo de crecimiento corto. Se reproducen y fructifican en poco tiempo. Tienen en común pequeño tamaño, alta densidad, ciclos de vida cortos y generaciones múltiples, cuando las condiciones son las adecuadas.
Las plantas, en su proceso de adaptación o convergencia al clima y ambientes diversos, desarrollan una serie de caracteres externos, morfológicos y estructurales. Estos caracteres externos predominantes forman categorías que son esenciales para el conocimiento de las formaciones y comunidades vegetales de la tierra, son los llamados biotipos.
Pueden ser confundidas con geófitos, pero estas son siempre plantas perennes que pasan la estación desfavorable en forma de bulbo. La característica identificativa más clara de las efimerófitas es que presentan un tiempo de desarrollo corto y otro de vida latente en la que la planta pasa la época desfavorable en forma de semillas durmientes retiradas en el suelo. Esto se debe a la evolución paralela, ya que las especies de vida efimerófita no tienen porque estar emparentadas. Su presencia se debe generalmente al clima y a otras condiciones, como la falta de agua, los incendios o una estación favorable para el crecimiento corta y esporádica.
El régimen torrencial y las condiciones climáticas, pueden variar mucho. A pesar de todo, estas plantas encuentran el modo de obtener agua,  protegerse del calor o el frío y fructificar, poseen semillas las cuales yacen inactivas hasta que el agua de lluvia o de los torrentes las despierta. Obtienen el agua vital para su existencia en un periodo corto de tiempo. Suelen ser plantas herbáceas anuales y las flores (si existen) suelen ser pequeñas.